# Glaciar de Nordenskjöld
El Glaciar de Nordenskjöld es un gran glaciar que fluye hacia el norte a lo largo del flanco septentrional de la Cordillera de San Telmo en el lado sur del fondo de la bahía Guardia Nacional. Se ubica en la costa norte de la isla San Pedro del archipiélago de las Georgias del Sur.
Fue registrado por la expedición antártica sueca y recibió el nombre de Otto Nordenskiöld, el jefe de la expedición.